# Stacy Lewis
Stacy Lewis (Toledo, 16 februari 1986) is een Amerikaanse golfprofessional. Ze debuteerde in 2007 op de LPGA Tour.

## Loopbaan
Lewis begon als jongvolwassene haar golfcarrière bij de amateurs en won in 2006 haar eerste titel door de Women's Western Amateur te winnen. In 2007 kwalificeerde ze zich als amateur voor het US Women's Open en maakte zo haar debuut op de LPGA Tour. Later in 2007 nam ze deel aan het LPGA NW Arkansas Championship en won het toernooi bij de profs als een amateur. Echter, vanwege het regenweer werd het toernooi ingekort tot één ronde en de zege werd niet erkend door de LPGA Tour.
In 2008 werd Lewis een golfprofessional en speelde haar eerste volledige golfseizoen op de LPGA Tour. Op 3 april 2011 won ze haar eerste officiële LPGA-zege en tevens haar eerste major door het Kraft Nabisco Championship te winnen. Op 4 april 2014 won ze haar tweede major door het Women's British Open te winnen.

## Prestaties

### Amateur
- 2006: Women's Western Amateur
- 2007: NCAA Division I Championship, LPGA NW Arkansas Championship

### Professional
LPGA Tour
| Nr. | Datum             | Toernooi                                    | Score           | Score | Info                                                     |
| --- | ----------------- | ------------------------------------------- | --------------- | ----- | -------------------------------------------------------- |
| -   | 9 september 2007  | LPGA NW Arkansas Championship (Als amateur) | 65              | –7    | 18-holes; regenweer LPGA Tour erkend deze LPGA-zege niet |
| 1   | 3 april 2011      | Kraft Nabisco Championship                  | 66-69-71-69=275 | –13   | Eerste profzege                                          |
| 2   | 29 april 2012     | Mobile Bay LPGA Classic                     | 68-67-67-69=271 | –17   |                                                          |
| 3   | 3 juni 2012       | ShopRite LPGA Classic                       | 65-65-71=201    | –12   |                                                          |
| 4   | 23 september 2012 | Navistar LPGA Classic                       | 66-70-65-69=270 | –18   |                                                          |
| 5   | 4 november 2012   | Mizuno Classic                              | 71-70-64=205    | –11   |                                                          |
| 6   | 3 maart 2013      | HSBC Women's Champions                      | 67-66-69-71=273 | –15   |                                                          |
| 7   | 17 maart 2013     | RR Donnelley LPGA Founders Cup              | 68-65-68-64=265 | –23   |                                                          |
| 8   | 4 augustus 2013   | Women's British Open                        | 67-72-69-72=280 | –8    |                                                          |
| 9   | 4 mei 2014        | North Texas LPGA Shootout                   | 71-64-69-64=268 | –16   |                                                          |
| 10  | 1 juni 2014       | ShopRite LPGA Classic                       | 67-63-67=197    | –16   |                                                          |
| 11  | 29 juni 2014      | Walmart NW Arkansas Championship            | 70-66-65=201    | –12   |                                                          |

Overige
- 2013: Wendy's 3-Tour Challenge (met Natalie Gulbis en Cristie Kerr)

| major |

## Teamcompetities
Amateur
- Curtis Cup ( USA): 2008 (winnaars)

Professional
- Solheim Cup ( USA): 2011, 2013
- International Crown ( USA): 2014